# Erhan Namlı
Erhan Namlı (* 7. Mai 1974 in Ankara) ist ein ehemaliger türkischer Fußballspieler.

## Karriere
Namlı begann mit dem Vereinsfußball in der Jugend von Ankara Demirspor. In der Spielzeit 1990/91 wurde er neben seiner Tätigkeit in der Jugendmannschaft auch am Training der Profimannschaft beteiligt. Am letzten Spieltag der Saison wurde er in der Heimpartie gegen Kastamonuspor in die Startelf gesetzt und gab so sein Profidebüt. Nachdem er in der nachfolgenden Saison zu keinem weiteren Einsatz für die Profis kam, eroberte er sich in den ersten Wochen der Saison 1992/93 einen Stammplatz. Am Ende dieser Saison hatte er sich zu einem Leistungsträger etabliert und erhielt daher einen Profivertrag. Namlı spielte die nächsten beiden Spielzeiten für seinen Verein und wurde zu einem der Shootingstars der Liga. 
Im Sommer 1995 bemühten sich mehrere Erstligavereine um eine Verpflichtung Namlıs. Schließlich wechselte er zum osttürkischen Erstligaverein Vanspor. Trotz der neuen Umgebung etablierte sich Namlı schnell innerhalb der Mannschaft und spielte in 26 der möglichen 24 Ligaspiele. Bereits nach einer Spielzeit verließ er Vanspor und wechselte innerhalb der Liga zu Denizlispor. Mit diesem Verein stieg er zum Saisonende ab, verließ ihn aber nicht. In der 2. Liga misslang der direkte Wiederaufstieg, sodass Namlı im Sommer 1998 Denizlispor verließ und beim Erstligisten Gaziantepspor anheuerte.
Bei seinem neuen Verein genoss er auf Anhieb das Vertrauen des neuen Cheftrainers Hüseyin Kalpar und spielte in nahezu allen Ligaspielen mit. Sein Team beendete die Saison auf dem 7. Tabellenplatz. In Namlıs 2. Saison bei Gaziantepspor verließ Kalpar nach zwei Spieltagen den Verein und wurde durch Sakıp Özberk ersetzt. Unter diesem neuen Trainer behielt Namlı seinen Stammplatz und absolvierte jedoch bis zum Saisonende 30 Ligaspiele. Sein Team beendete die Saison als Tabellendritter, erreichte die beste Platzierung der Vereinsgeschichte und qualifizierte sich so für den UEFA-Pokal. Namlı, versuchten als einer der Eckpfeiler dieses Erfolges mehrere größere Verein zu verpflichten. Schließlich kam im Sommer 2000 der Wechsel zum türkischen Traditionsverein Trabzonspor zustande. Bei diesem Verein spielte er in seiner ersten Saison nacheinander unter den Trainern Giray Bulak und Sadi Tekelioğlu und absolvierte nahezu alle Ligaspiele seines Teams. In der neuen Saison stellte Trabzonspor Hans-Peter Briegel als neuen Trainer ein. Nachdem Namlı die ersten Spieltage der neuen Saison noch für Trabzonspor gespielt hatte, wechselte er vor dem Ende der Sommertransferperiode 2001 zu Galatasaray Istanbul. Bei diesem Verein wurde er bis zur Winterpause nur sporadisch vom Cheftrainer Mircea Lucescu eingesetzt, weshalb der Verein ihn für die Rückrunde an den Ligarivalen Çaykur Rizespor ausleihte.
Mit dem Saisonende 2001/02 kehrte er zu Galatasaray zurück und wurde dann an den Ligarivalen Elazığspor abgegeben. Nach nur einer Saison wechselte Namlı erneut und kehrte dieses Mal zu seinem alten Gaziantepspor zurück. Dieses Mal arbeitete er bei Gaziantepspor mit dem Cheftrainer Nurullah Sağlam zusammen, der in Namlıs erster Zeit beim Verein als Co-Trainer arbeitete. Er etablierte sich bei diesem Verein schnell als Leistungsträger und hatte erheblichen Anteil daran, dass sein Verein die Saison 2003/04 auf dem 4. Platz beendete. In der zweiten Saison beendete man die Liga auf einem mittleren Tabellenplatz. Nachdem Sağlam den Verein im Sommer 2005 verlassen hatte, wechselte auch Namlı den Verein und heuerte er Karşıyaka SK an. Nach einem halben Jahr bei Karşıyaka wechselte Namlı ein weiteres Mal den Verein und ging zum Drittligisten Eskişehirspor. Mit diesem Verein beendete er die Drittligaspielzeit 2005/06 als Playoff-Sieger und stieg damit in die TFF 1. Lig auf.
Nach dem Aufstieg verließ er Eskişehirspor und wechselte mit Boluspor zu einem anderen Drittligisten. Mit diesem Verein schaffte er dann die Meisterschaft der TFF 2. Lig und stieg damit zum zweiten Mal in Folge in die TFF 1. Lig auf. Trotz dieses Erfolges verließ er erneut nach einer Saison seinen Arbeitgeber. Die nachfolgenden Spielzeiten spielte er für diverse Verein der TFF 2. Lig.
Im Sommer 2013 nahm er das Angebot des Amateurvereins Bayburt Grup İl Özel İdare GS und setzte seine Karriere bis zum Sommer 2015 als Amateurspieler fort.

## Erfolge
- Mit Gaziantepspor
  - Tabellendritter der Süper Lig: 1999/2000
  - Tabellenvierter der Süper Lig: 2003/04

Mit Eskişehirspor
- Playoffsieger der TFF 2. Lig und Aufstieg in die TFF 1. Lig: 2005/06

Mit Boluspor
- Meister der TFF 2. Lig und Aufstieg in die TFF 1. Lig: 2006/07